# Геста Клеминг
Карл Густаф „Геста” Клемминг (6. јануар 1920 — 25. јун 2000 . бивши шведски атлетичар, спринтер, освајач медаље на 2. Европском првенству 1938. године.
На Европском првенству 1938. у Паризу 1938. освојио је сребрну медаљу са штафетом 4 х 100 метара резултатом 41,1 с . Штафета је трчала у саставу Кламинг, Оке Стенквист, Ленарт Линдгрен и Ленарт Страндберг.
Био је и првак Шведске са штафети 4 х 100 метара 1940. године.